# 서울 구 러시아 공사관
구 러시아 공사관(舊 러시아 公使館)은 대한민국 서울특별시 중구에 있는 건물로 한러수호조약이 체결된 1885년에 착공되어 1890년 준공되었다. 이 건물은 경복궁과 경운궁 등 서울 4대문 안을 내려다 볼 수 있는 정동의 고지대에 입지했으며, 그 건물 규모나 대지 규모에서 미국·영국·프랑스·독일 공사관보다 컸다. 
19세기 말 고종은 일본 세력을 견제하기 위하여 서양 세력을 이용하려 하였는데, 이 서양 국가 중에 러시아를 특히 중시했다. 러시아 공사관은 경운궁과 미국·영국 등 서양 국가의 공관 등이 집중적으로 위치한 정동을 내려다 볼 수 있는 언덕 위에 자리잡고 있었다.

## 역사

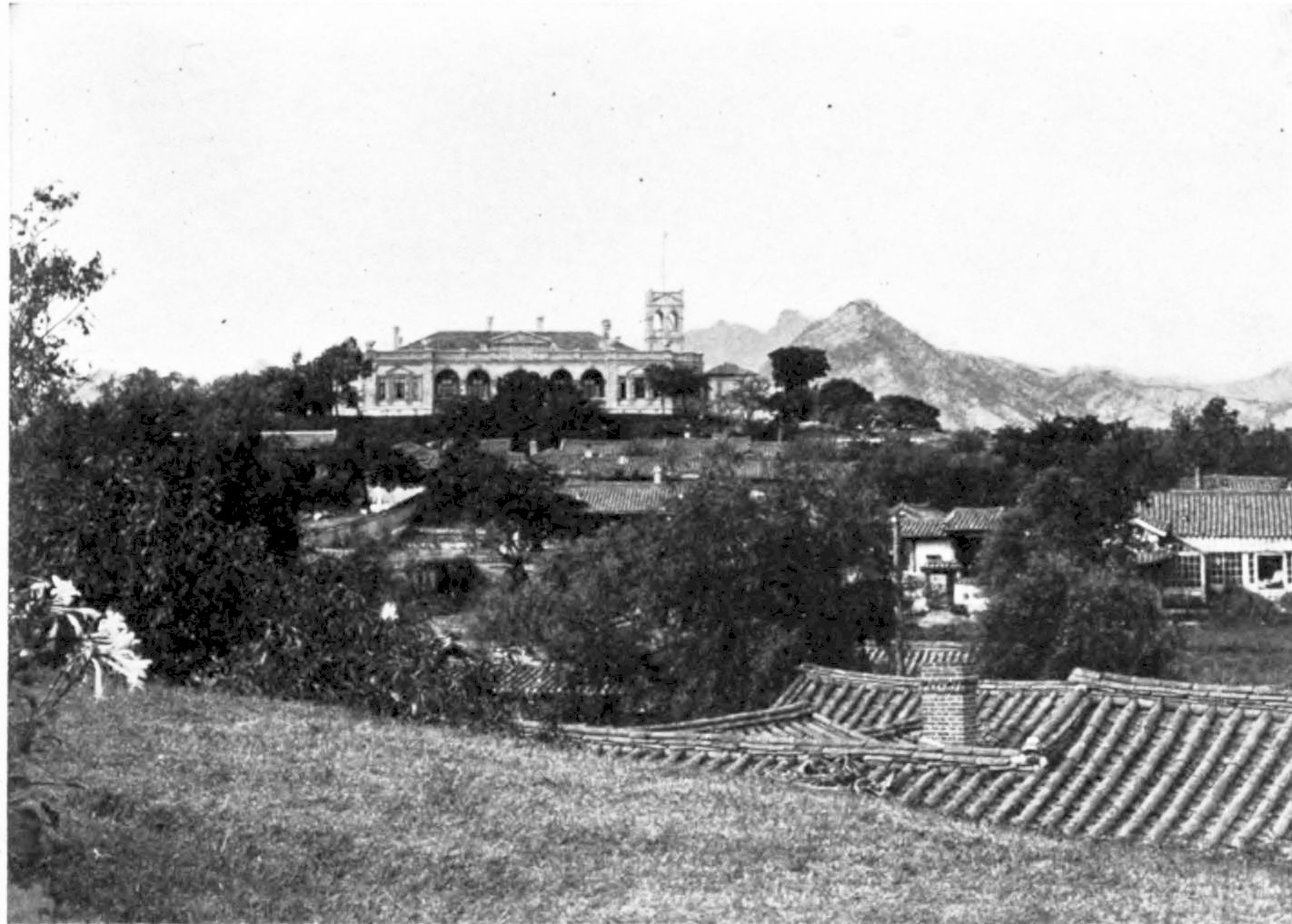
러시아 공사관 (1900년경)

을미사변으로 명성황후가 일본에 의해 시해된 후, 이에 위협을 느낀 고종은 1896년 2월 11일, 세자(순종)와 함께 러시아 공사관으로 피신하게 된다.이 사건을 아관파천(俄館播遷)이라 부른다. 러시아 공사관은 국권 피탈 이후 1925년부터 해방 이후 1950년까지 소비에트 연방 영사관으로 이용되기도 하였다. 1950년 6.25 전쟁으로 인해 건물의 대부분이 파괴되었으며 현재는 외벽 일부와 3층 전망탑만 남아 있다.
이후 탑신만 남아 있다가 1973년 현재의 모습으로 복원됐다. 
1977년 사적 제253호로 지정됐고, 1981년에는 조경 공사로 주변 환경이 정비됐다. 1987년에는 공사관 탑신 아래에 정동공원이 조성됐다. 바로 이 공원에서 계단을 따라 오르면 러시아공사관터가 나온다.

## 같이 보기
- 주한 러시아 대사관
- 주부산 러시아 총영사관
- 한러 관계

## 참고 자료
- 서울 구 러시아공사관 - 국가유산청 국가유산포털

 본 문서에는 서울특별시에서 지식공유 프로젝트를 통해 퍼블릭 도메인으로 공개한 저작물을 기초로 작성된 내용이 포함되어 있습니다.